# Los Marines
Los Marines – gmina w Hiszpanii, w prowincji Huelva, w Andaluzji, o powierzchni 9,98 km². W 2011 roku gmina liczyła 331 mieszkańców.